# Glenea giraffa
Glenea giraffa är en skalbaggsart som först beskrevs av Johan Wilhelm Dalman 1817.  Glenea giraffa ingår i släktet Glenea och familjen långhorningar.
Artens utbredningsområde är:
- Benin.
- Gabon.
- Ghana.
- Liberia.
- Nigeria.
- Senegal.
- Sierra Leone.
- Togo.

Inga underarter finns listade i Catalogue of Life.